# Guillaume de Hesse-Philippsthal (1933-)
Guillaume prince et landgrave de Hesse-Philippsthal, (en allemand : Wilhelm Prinz und Landgraf von Hessen-Philippsthal), né le 14 août 1933 à Herleshausen, est un prince allemand.
Il est l'actuel landgrave de Hesse-Philippsthal (Son Altesse).

## Famille
Guillaume de Hesse-Philippsthal-Barchfeld est le fils du prince Guillaume de Hesse-Philippsthal-Barchfeld et de la princesse Marianne de Prusse.
Le 5 août 1961, Guillaume de Hesse-Philippsthal épousa Ode von Garmissen (1935-2017)
Deux enfants sont nés de cette union :
- Guillaume de Hesse-Philippsthal, (1963-), landgrave héréditaire de Hesse-Philippsthal, il épousa Susanne Alexandra von Kaufmann (1971-), (trois fils).
- Otto de Hesse-Philippsthal (1965-2020), en 1998 il épousa Carla Blickhauser (1974-), divorcés en 2017 (trois fils, une fille).

Guillaume de Hesse-Philippsthal appartient à la sixième branche de la Maison de Hesse, elle-même issue de la cinquième branche. Les six branches que composent la Maison de Hesse sont toutes issues de la première branche de la Maison de Brabant.
Son père ayant été tué lors de la Seconde Guerre mondiale, Guillaume de Hesse-Philippsthal-Barchfeld succéda à son grand-père, le landgrave Clovis de Hesse-Philippsthal.